# 古川恵子
古川 恵子（ふるかわ けいこ、1960年4月26日 - ）は、元テレビ山口 (tys) のアナウンサー。旧姓：淵上（ふちがみ）。

## 来歴
山口県出身。同志社女子大学卒業。高校1年の時、アメリカに1年留学していた。以来、留学生の受け入れ支援活動を行っている。
娘が2人いる。

## 担当番組
- 県民のひろば[2]
- タウン情報[2]
- tysニュース[3]